# Louis Dollo
Louis Antoine Marie Joseph Dollo (Lille, 1857. december 7. – Brüsszel, 1931. április 19.) francia–belga paleontológus. A dinoszauruszok (azon belül az Iguanodonok) kutatásával szerzett hírnevet. Nevéhez fűződik az evolúció visszafordíthatatlanságát kimondó Dollo-törvény. Az osztrák Othenio Abellel együtt a paleobiológia megalapítója.

## Élete
Louis Dollo 1857. december 7-én született Lille-ben, breton eredetű családban. A Lille-i Egyetemen bányamérnöknek tanult; tanárai között volt a jeles geológus Jules Gosselet, és a paleontológus Alfred Mathieu Giard. 1877-ben megkapta diplomáját és egy darabig munka nélkül volt; ezalatt a Boulogne-ban egy tengeri kutatóállomáson zoológiai megfigyeléseket végzett. 1879-ben Brüsszelbe költözött és először a helyi gázművek mérnökeként dolgozott, majd miután a francia határon fekvő Bernissart szénbányájában 300 méter mélyen Iguanodon-csontvázakat találtak, felügyelte a feltárásukat. A páratlanul gazdag lelőhelyen legalább 38 példány - többségükben kifejlett állatok - volt található. 

## Az Iguanodonok

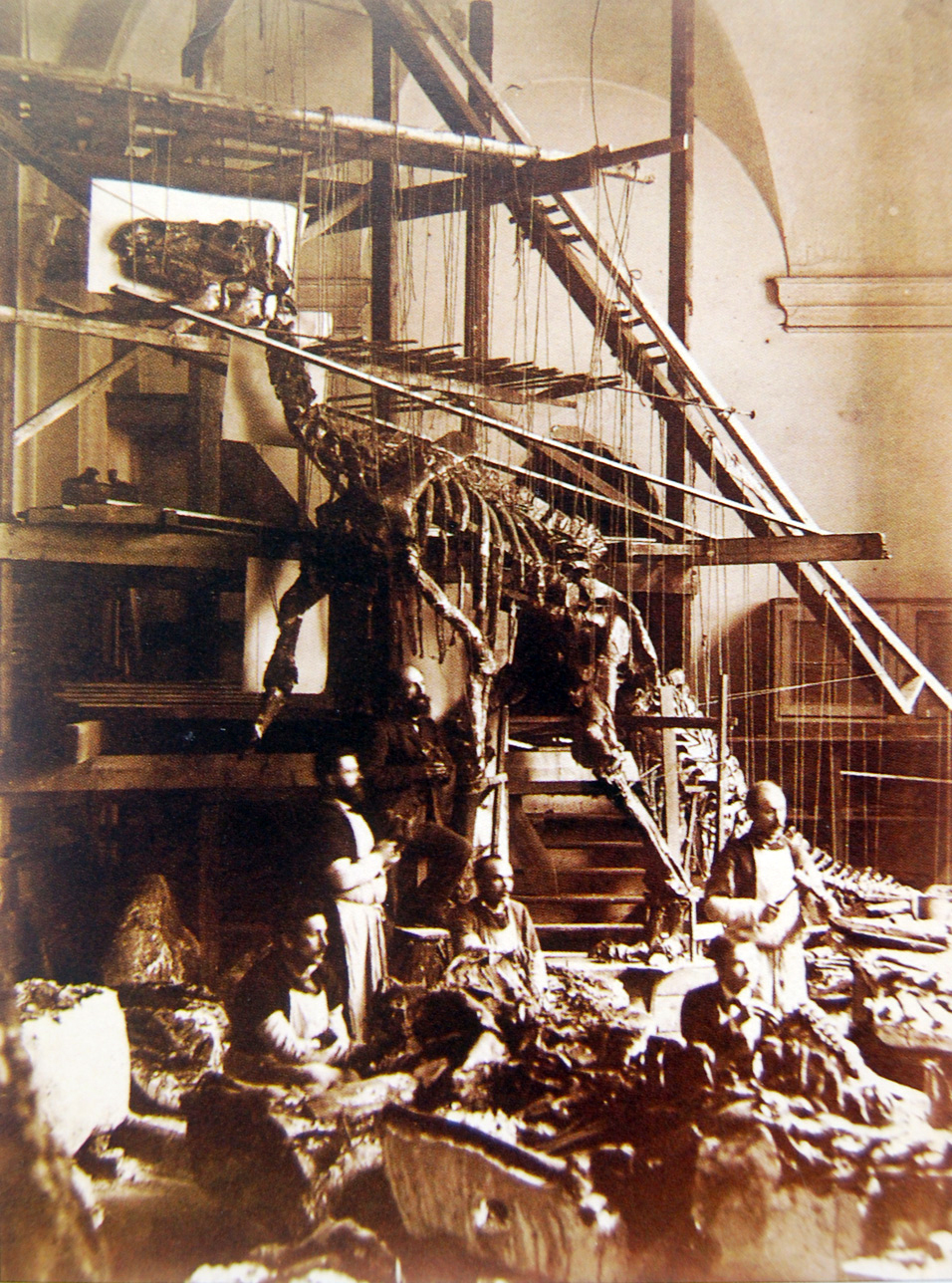
Az Iguanodon-csontvázak felállítása Dollo felügyelete alatt

1882-ben a brüsszeli Királyi Belga Természetrajzi Múzeum Dollót bízta meg a csontvázak rekonstruálásával. Az Iguanodont felfedező Gideon Mantell négy lábon járó, rinocérosz-szerű lénynek képzelte az állatot és vele együtt talált masszív tüskét ennek megfelelően az orrán helyezte el. Dollo bebizonyította, hogy a tüske az állat hüvelykujján volt és hogy az állat képes volt két lábon járni. Elképzelése szerint az Iguanodon kenguruszerűen, felegyenesedve járt (a mai kutatások szerint inkább váltogatta a négy és kétlábas előrehaladást) és sok időt tölthetett a vízben, ahol vaskos farkával a krokodilok módjára úszott. Leírt két fajt is: az Iguanodon bernissartensis-t és az I. mantelli-t. Dollo felügyelete alatt 30 teljes vagy részleges Iguanodon csontvázat állítottak ki a múzeumban, javarészt neki kellett kitalálnia a csontok állványozásának módját, hogy ne sérüljenek meg.
1880-ban Dollo megnősült, de házassága nem volt sikeres, néhány évvel később felesége elvált tőle és fiával együtt Amerikába költözött (1920-ban visszatért Belgiumba és két évvel később meghalt. Fiuk Montrealban a matematika professzora lett).
A múzeum munkatársaként Dollo folytatta a paleontológiai munkát, 1889-ig 98 közleményt adott ki, elsősorban az Iguanodonokról, Mosasaurusokról és ősteknősökről. 1886-ban megkapta a belga állampolgárságot. 1891-ben a múzeum gerinces részlegének kurátorává választották. 

## A Dollo-törvény

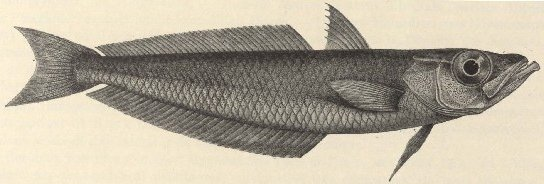
Egy ábra Dollo sarkvidéki halakról írt monográfiájából

1893-ban megjelentetett egy rövid, mindössze három oldalas cikket "Az evolúció törvényei" címmel. Ebben megállapította, hogy az evolúciós változás egyedi, limitált és visszafordíthatatlan, vagyis egy faj nem térhet vissza korábbi állapotába. Ezt az elvet Othenio Abel kezdeményezésére a későbbiekben Dollo-törvényként emlegették a biológiában. Abel és Dollo az elsők között volt, akik az ősi élőlényeket környezetükkel együtt próbálták rekonstruálni és létrehozták a paleobiológia tudományát.
1903-tól a Brüsszeli Szabadegyetemen adott elő biogeográfiát és őslénytant. Az 1897-99-es belga antarktiszi expedíció mintái alapján 1904-ben kiadott egy monográfiát a sarkvidéki halakról és az Északi- és Déli-sark faunájának különbözőségéről.
Louis Dollo 1925-ben visszavonult. 1929 decemberében lebénult; több mint egy évig kórházban ápolták és 1931. április 19-én elhunyt.  

## Díjai
- 1884: a lille-i Tudományos és Művészeti Társaság Kulman-díja
- 1913: londoni Geológiai Társaság Roderick Murchison-érme

Dollót a Brüsszeli Vidéki Egyetem, az Utrechti Egyetem, a Cambridge-i Egyetem és a Hessei Egyetem díszdoktorává választotta. Számos akadémiának és tudományos társaságnak volt tényleges vagy tiszteletbeli tagja. Az ő tiszteletére nevezték el a Dollosaurus és Dollodon dinoszaurusznemeket.